# Seant
Seant – album polskiego pianisty jazzowego Andrzeja Trzaskowskiego, nagrany z prowadzonym przez niego zespołem – Andrzej Trzaskowski Sextet. W nagraniu wziął udział amerykański trębacz Ted Curson. Płyta ukazała się jako vol. 11 serii Polish Jazz.
Album nagrany został w Warszawie w grudniu 1965 (utwór „Cosinusoida”) i w 1966. Wszystkie utwory zamieszczone na płycie to kompozycje lidera – Andrzeja Trzaskowskiego. LP został wydany w 1967 przez Polskie Nagrania „Muza” w wersji monofonicznej pod numerem katalogowym XL 0378 i w wersji stereofonicznej pod numerem SXL 0378. Reedycja na CD ukazała się w 2004 (PNCD 911) jako wynik współpracy Polskiego Radia i Polskich Nagrań Muza.

## Muzycy
- Andrzej Trzaskowski – fortepian
- Ted Curson – trąbka
- Włodzimierz Nahorny – saksofon altowy
- Janusz Muniak – saksofon sopranowy
- Jacek Ostaszewski – kontrabas
- Adam Jędrzejowski – perkusja

## Lista utworów
Strona A
| 1. | „Seant”                              | 10:03 |
|    |                                      |       |
| 2. | „Wariacja na temat «Oj, tam u boru»” | 6:37  |
|    |                                      |       |
| 3. | „The Quibble”                        | 7:59  |
|    |                                      |       |
|    |                                      | 24:39 |
|    |                                      |       |
Strona B
| 1. | „Cosinusoida” | 24:42 |
|    |               |       |
|    |               | 24:42 |
|    |               |       |

## Informacje uzupełniające
- Reżyser nagrania – Antoni Karużas
- Realizator dźwięku – Janusz Pollo
- Omówienie płyty (tekst na okładce) – Bohdan Pociej
- Omówienie płyty (tekst reedycji z 2018) – Tomasz Szachowski
- Projekt okładki – Marek Karewicz